# Shōgo Shimada
Pour les articles homonymes, voir Shimada.
Shōgo Shimada (島田 正吾, Shimada Shōgo), né le 13 décembre 1905 et mort le 26 janvier 2004, est un acteur japonais.

## Biographie
Shōgo Shimada a tourné dans 49 films de 1951 à 1995.

## Filmographie sélective
- 1951 : Natsumatsuri sandogasa
- 1954 : Kunisada Chūji
- 1954 : Kutsukake Tokijirō
- 1955 : Rokunin no ansatsusha

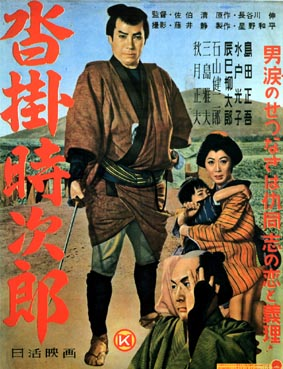
Shōgo Shimada dans le rôle de Kutsukake Tokijirō dans Kutsukake Tokijirō (1954).

- 1964 : Zatoichi and the Chest of Gold
- 1967 : Japan's Longest Day (日本のいちばん長い日 Nihon no ichiban nagai hi)
- 1970 : Tora! Tora! Tora!
- 1973 : Nihon Chinbotsu
- 1974 : Karafuto 1945 Summer Hyosetsu no mon
- 1977 : Mont Hakkoda
- 1978 : Burū Kurisumasu (ブルークリスマス, Burū kurisumasu?) de Kihachi Okamoto
- 1979 : Nihon no fikusā (日本の黒幕?) de Yasuo Furuhata
- 1981 : Nogiku no haka
- 1988 : Tokyo: The Last Megalopolis
- 1990 : Tales of a Golden Geisha
- 1993 : C'est dur d'être un homme : La Proposition de mariage (男はつらいよ 寅次郎の縁談, Otoko wa tsurai yo: Torajirō no endan?) de Yōji Yamada : Zen'emon Tamiya

## Distinctions
- 1969 : Médaille au ruban pourpre
- 1992 : prix Kan-Kikuchi